# Scores (club de striptease)
Scores es el nombre de un club de estriptis ubicado en la ciudad de Nueva York (Estados Unidos). En sus primeros años, era conocido por su clientela de celebridades, que incluía a Howard Stern, Russell Crowe y Jason Giambi. En su apogeo, operó en dos ubicaciones en Manhattan y autorizó su nombre a clubes de estriptis en otras cinco ciudades. El club se ha visto acosado por problemas legales a lo largo de los años, que han incluido vínculos con el crimen organizado, la evasión de impuestos por parte de sus ejecutivos y la prostitución sancionada por el club.

## Historia
Abrió sus puertas el 31 de octubre de 1991 y hasta diciembre de 1997 estuvo a cargo principalmente de Michael D. Blutrich. En 1996, Blutrich, después de estar implicado en un caso de fraude no relacionado de 400 millones de dólares en Florida, comenzó a cooperar en secreto con las autoridades federales en relación con las presuntas extorsiones de la familia del crimen de los Gambino a los empleados del club. Blutrich se declaró culpable de cargos de fraude en Florida y de realizar pagos ilegales a la familia en Nueva York. Posteriormente se involucró en los fraudes que llevaron al colapso de National Heritage Life Insurance Company (NHLC).
En 1998, Scores se declaró en quiebra, citando 1,7 millones de dólares en deudas. A principios de ese año, después de que los mafiosos de la familia Gambino fueran acusados de cargos relacionados con el club, se instaló un nuevo equipo de administración. Estos atribuyeron las pérdidas a las deudas contraídas por los gerentes anteriores que estaban dominados por el crimen organizado, y a los grandes costos de renovación para cumplir con las nuevas regulaciones de zonificación de la ciudad.
En febrero de 2006, un gran jurado rescató las acusaciones de evasión de impuestos contra el director Harvey Osher, el CEO Richard Goldring y el equipo contable. El fiscal de distrito de Manhattan dijo que una investigación sobre las quejas de los clientes sobre cobros excesivos reveló un plan de los gerentes de Scores que involucraba empresas fantasmas, la presión de algunas estríperes para que dieran comisiones ilícitas y la falsificación de declaraciones de impuestos sobre la renta. Goldring se declaró culpable y Osher también admitió su papel en el plan. Al menos tres clientes demandaron a Scores, diciendo que sus tarjetas de crédito estaban cobradas de más por decenas e incluso cientos de miles de dólares. Un patrón demandó al club después de recibir una factura de 28 000 dólares y otro impugnó cargos por 129 000 dólares.
La Autoridad de Licores del Estado de Nueva York tomó medidas de ejecución contra Scores en 2008, citando la prostitución tolerada por clubes. La licencia de la ubicación de Scores en el barrio de Chelsea, en Manhattan, fue suspendida durante dos años, luego de que la policía encubierta encontró mujeres vendiendo sexo en cuartos traseros, salones VIP y los baños. En 2009, unos meses después de su cierre, los Chelsea Scores pasaron a estar bajo una nueva dirección.
La ubicación original de Scores, en East 60th Street en la ciudad de Nueva York, cerró en diciembre de 2008 debido a una economía débil y la pérdida de su licencia en Chelsea, lo que redujo los ingresos, así como la pérdida de la licencia de la ubicación del lado este.
En 2014, cinco miembros de una banda criminal fueron acusados de drogar a hombres y llevarlos a Scores y a otro club de estriptis, donde acumularon facturas de cientos de miles de dólares mientras estaban incapacitados. Los fiscales dijeron que las mujeres recibieron un porcentaje de las facturas que acumularon los hombres. Los dueños de los clubes no fueron acusados. El caso se convirtió en la base de un artículo de la revista New York, que se adaptó a la película Estafadoras de Wall Street de 2019.